# Zygmunt Januzik
Zygmunt Jan Januzik (ur. 29 kwietnia 1922 w Białośliwiu, zm. 11 lipca 1976 w Pile) – polski działacz partyjny i państwowy, poseł na Sejm PRL VI i VII kadencji (1972–1976).

## Życiorys
Uzyskał wykształcenie zasadnicze zawodowe, z zawodu ślusarz. Po zakończeniu II wojny światowej przez wiele lat pełnił służbę w szeregach ludowego Wojska Polskiego. Od 1957 pracował w Zakładach Naprawczych Taboru Kolejowego w Pile.
Do Polskiej Partii Robotniczej wstąpił w 1947, a następnie należał do Polskiej Zjednoczonej Partii Robotniczej. Był pierwszym sekretarzem oddziałowych organizacji partyjnych w macierzystych zakładach, a także członkiem egzekutywy i sekretarzem Komitetu Zakładowego, a następnie zasiadał w egzekutywie Komitetu Wojewódzkiego PZPR w Pile. W latach 1968–1972 był radnym rad narodowych. Zasiadał w prezydium Rady Robotniczej oraz pełnił funkcję radnego Wojewódzkiej Rady Narodowej w Poznaniu. Był delegatem na V i VII Zjazd PZPR.
W 1972 i 1976 uzyskiwał mandat posła na Sejm PRL odpowiednio w okręgach Szamotuły i Piła. Przez dwie kadencje zasiadał w Komisji Komunikacji i Łączności, której był przewodniczącym w VII kadencji. Ponadto w VI kadencji zasiadał w Komisji Przemysłu Ciężkiego i Maszynowego, a w VII w Komisji Przemysłu Ciężkiego, Maszynowego i Hutnictwa. Zmarł w trakcie kadencji.
Pochowany na cmentarzu komunalnym w Pile.

## Odznaczenia
- Krzyż Kawalerski Orderu Odrodzenia Polski
- Złoty Krzyż Zasługi
- Medal 30-lecia Polski Ludowej
- Brązowy Medal „Zasłużonym na Polu Chwały”